# آمادور بندایان
آمادور بندایان (۱۱ نوامبر ۱۹۲۰ – ۸ اوت ۱۹۸۹) بازیگر و مجری اهل ونزوئلا است.
او فرزند یک مهاجران یهودی مغربی و زاده ویلادکورا در آراگوا است. او برای تحصیل به کاراکاس رفت و در سال ۱۹۳۷ به عنوان یک گوینده و کمدین در رادیو شروع به کار کرد.
بندایان برای کمدی‌های مشهور خود El Bachiller y Bartolo (1949–59) و La Bodega de la Esquina (1950–1960) محبوبیت بسیاری به دست آورد و وقتی از رادیو به تلویزیون رفت این محبوبیت بیشتر شد. وی در مکزیک و ونزوئلا در چند فیلم نیز بین سال‌های ۱۹۴۷ تا ۱۹۷۱ بازی کرد و در برنامه طنز تلویزیونی به نام Amador News در اواسط دهه ۱۹۶۰ حضور پیدا کرد.
در سال ۱۹۶۸ بندایان برای اجرای برنامه Sábado Espectacular که برای مسابقه ماراتن بود استخدام رادیو تلویزیون کاراکاس شد و این برنامه تا سال ۱۹۷۱ ادامه پیدا کرد. یک سال بعد او به Venevisión رفت و نام برنامه به Sábado Sensacional تغییر کرد.
بندایان تا سال ۱۹۸۸ چند ماه قبل از مرگش در کاراکاس که در سن ۶۸ رخ داد هم چنان این برنامه را ادامه داد. پس از وی گیلبرتو کوریا اجرای این برنامه را به عهده گرفت.
- آمادور بندایان بنیانگذار و اولین مدیر مجموعه فرهنگی Casa del Artista بود که در بلواری به نام خود او در کنار کلیسای سانتا رزای مسیحیان، کنیسه یهودیان و مسجد مسلمانان قرار دارد.

## برخی از فیلم‌ها
- Misión atómica (1947)
- Yo quiero una mujer, así (۱۹۵۱)
- Seis meses de vida (1951)
- Yo y las mujeres (1959)
- Si yo fuera millonario [با نام مستعار اگر من یک میلیونر] (۱۹۶۲)
- ال، فول (۱۹۶۳)
- Napoleoncito (1964)
- Escuela para solteras (1965)
- ال Pícaro (1967)
- ال Reportero [با نام مستعار خبرنگار] (۱۹۶۸)
- Departamento de soltero (1971)
- O. K. کلئوپاترا (۱۹۷۱)